# ヴァルガンナ
ヴァルガンナ（伊: Valganna）は、イタリア共和国ロンバルディア州ヴァレーゼ県にある、人口約1,500人の基礎自治体（コムーネ）。

## 地理

### 位置・広がり

#### 隣接コムーネ
隣接するコムーネは以下の通り。
- アルチザーテ
- ベーデロ・ヴァルクーヴィア
- ブリンツィオ
- クアッソ・アル・モンテ
- クリアーテ＝ファビアスコ
- クナルド
- インドゥーノ・オローナ

### 地震分類
イタリアの地震リスク階級 (it) では、4 に分類される
。

## 行政

### 分離集落
ヴァルガンナには、以下の分離集落（フラツィオーネ）がある。
- Boarezzo, Ganna, Ghirla, Mondonico